# Bennenwil

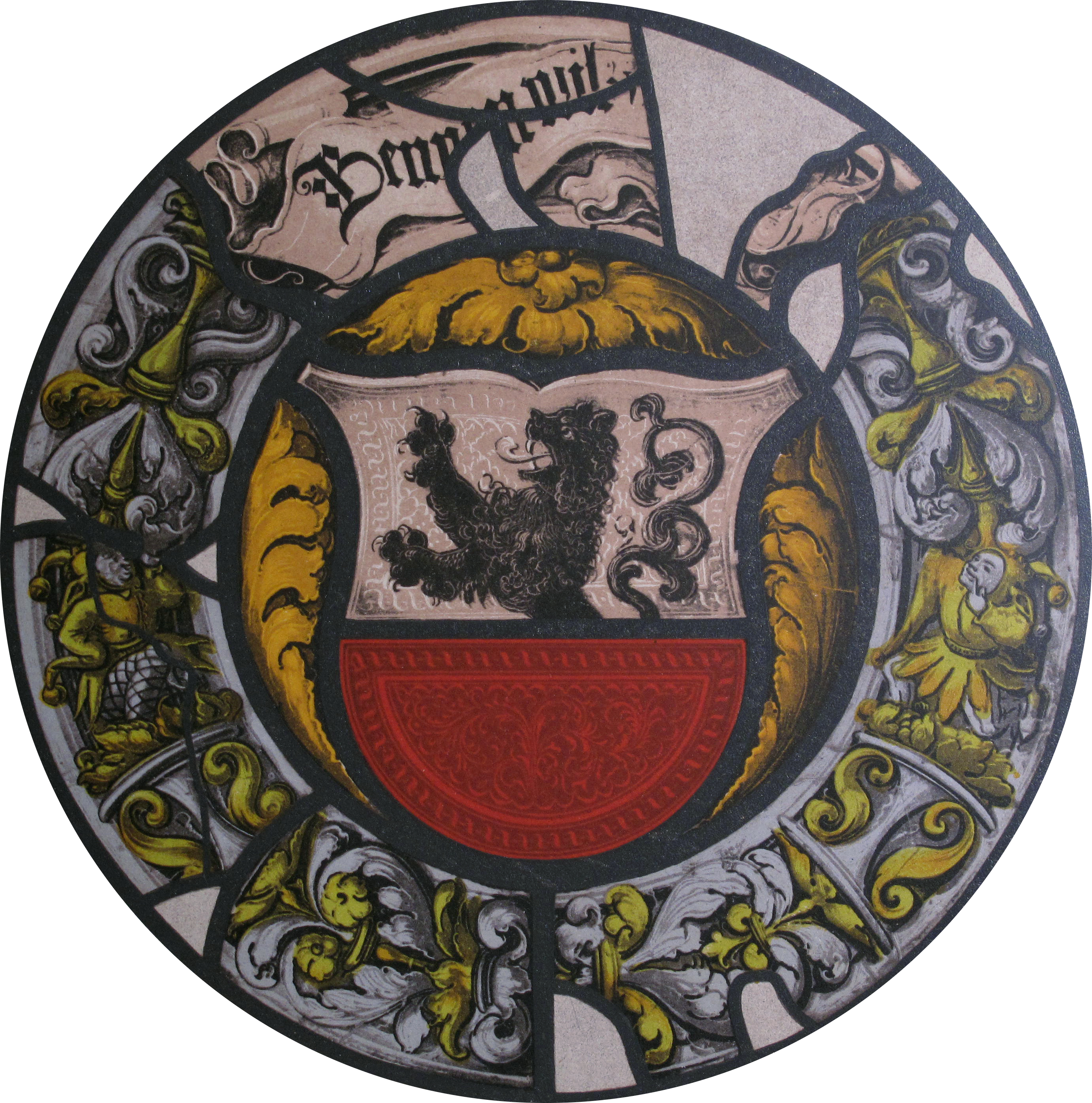
Wappen von Bennenwil (1527).

Die Bennenwil waren ein Ministerialengeschlecht, das sich nach Beniwil nannte, einem Weiler der Ortschaft Alterswil im heutigen Kanton Freiburg. Sie waren begütert im Sensegebiet und starben im 14. Jahrhundert in dieser Gegend aus. Zweige bestanden in Moudon, Avenches und bis gegen Ende des 16. Jahrhunderts in Bern.

## Geschichte
Erster Vertreter der Familie und mutmasslicher Stammvater war Peter von Bennenwil, der 1227 in einer Urkunde als Zeuge genannt wurde. Die Familie teilte sich um 1300 in einen Zweig, der sich später von Rueyres nannte, und in einen Berner Zweig.
Der offenbar sehr wohlhabende Burkhard V. von Bennenwil erwarb sich nach 1318, als er erstmals genannt wurde, eine bedeutende Stellung in der Stadt Bern, deren Burger er ab 1331 war. Nach dem Regimentswechsel 1319, als das Schultheissenamt von den Münzer zurück an die städtischen Adelsfamilien kam, gelang ihm als einem der wenigen „Neulinge“ der Aufstieg in den Kleinen Rat. 1333 leistete er zusammen mit Anton von Blankenburg – ebenfalls einer der Aufsteiger – für ein grösseres Darlehen Bürgschaft, das Schultheiss und Rat im Namen der Stadt Bern für den Junker Gottfried von Eptingen, genannt von Wildenstein, aufgenommen hatten. Drei Jahre später erwarb er zusammen mit seinem Schwager Laurenz Münzer, Alt-Schultheiss von Bern, und dessen Bruder Werner IV. dem Jüngeren das Schloss und die Herrschaft Spiez von den beiden Freiherren Johannes und Heinrich V. von Strättligen. Im Laupenkrieg 1339 verteidigte er zusammen mit dem Sohn des Berner Schultheissen, Johannes III. dem Jüngeren von Bubenberg, die Stadt Laupen. 1340 schliesslich kaufte er für 1000 Pfund von Heinrich von Aeschi die Kastvogtei über das Cluniazenserpriorat in Rüeggisberg. Güter besass Burkhard auch in Kirchdorf, während seine beiden Söhne 1344 zusammen mit seinem Schwiegersohn Niklaus (II.) von Lindach das Dorfgericht von Gurzelen erwarben.
Neben der Verschwägerung mit den Münzer und den Lindach bestanden familiäre Verbindungen zu weiteren Notabelngeschlechtern der Stadt Bern und zu Ministerialenfamilien der Waadt.

## Stammtafel
- Peter (erw. 1227), vermutlich Stammvater

1. Burkhard I. (erw. 1231–1235)
  1. Burkhard II. (erw. 1233–1252) ⚭ Agnès (erw. 1248)
    1. Burkhard III. (erw. 1248–1285/1295)
      1. Johann I. (erw. 1294–1306)  ⚭ I. Unbekannt; II. ⚭ Valenda von Chapelle (erw. 1306)
        1. I. Burkhard V. (erw. 1304–1335/1347), Ritter, Kleinrat der Stadt Bern ⚭ Gepa Münzer (erw. 1329–1352), Begründer des Berner Zweiges

      2. Nicolas (erw. 1294–1327)
      3. Jehannète (erw. 1319–1319) ⚭ Hugo von Oron (erw. 1319)
      4. Richard († vor 1337)

    2. Peter I. (erw. 1248–1297)
      1. Berthold (erw. 1282–1313)
      2. Rudolf (erw. 1294)
      3. Burkhard IV. gen. von Rueyres (erw. 1297–1318) ⚭ Katharina (erw. 1335), Begründer des Zweigs von Rueyres
      4. Agnelète (erw. 1297)
      5. Margareta (erw. 1297–1328) ⚭ Girard von La Molière (erw. 1328)

    3. Kuno (erw. 1248–1297)
    4. Wilhelm I. (erw. 1248–1271) ⚭ I. Béatrix († vor 1271); ⚭ II. Agnès (erw. 1271–1276)

  2. Uldric (erw. 1233)
  3. Berthe ⚭ Burkhard von Diesse (erw. 1253–1259)

### Berner Zweig
1. Burkhard V. (erw. 1304–1335/1347), Ritter, Kleinrat der Stadt Bern ⚭ Gepa Münzer (erw. 1329–1352)
  1. Burkhard VI. (erw. 1329–1349)
    1. Burkhard VII. (erw. 1360–1376) ⚭ Johanna von Massonnens (erw. 1369–1369)
    2. Johanna (erw. 1360)
    3. Katharina (erw. 1360) ⚭ Perrod von Avenches (erw. 1360)

  2. Katharina (erw. 1356) ⚭ Hugo III. Buwli (erw. 1334–1341/1356)
  3. Lorenz (erw. 1329–1362/1372) ⚭ Antonia von Montpreveyre/von Avenches (erw. 1365)
    1. Johann III. (erw. 1360–1406), Junker
    2. Johann IV. (erw. 1363–1364), Pfarrer von Kirchdorf
    3. Anna (erw. 1364–1387) ⚭ Gerhard II. von Grasburg (erw. 1352–1369)

  4. Tochter (ev. Katharina)[3] ⚭ Niklaus II. von Lindach, Gerichtsherr von Gurzelen (erw. 1322–1348)
  5. Clara (erw. 1337) ⚭ Rudolf Fischer (erw. 1337)
  6. Tochter (erw. 1351) ⚭ Jakob II. von Seftigen (erw. 1360–1383), 1382 Schultheiss von Bern

Aus der Ehe von Jakob II. von Seftigen stammte Ludwig von Seftigen († 1408), der reichste Berner seiner Zeit und wie sein Vater ab 1393 Schultheiss der Stadt Bern.

### Von Bennenwil genannt von Rueyres
1. Burkhard IV. gen. von Rueyres (erw. 1297–1318) ⚭ Katharina (erw. 1335)
  1. Jakob (erw. 1335–1360) ⚭ Isabelle von Sliero (erw. 1360)
    1. Wilhelm III. (erw. 1364–1401) ⚭ I. Isabelle von Villa; ⚭ II. Isabelle von Pont (erw. 1393–1402)
      1. I. Katharina († vor 1403)

    2. Tochter (Abstammung unsicher) ⚭ von Autigny (?)

  2. Peter II. (erw. 1335–1360) ⚭ Jehannète von Sliero (erw. 1360)
    1. Agnès ⚭ Johann V. von Seftigen († vor 1384)

  3. Isabelle (erw. 1335)
  4. Wilhelm II. (erw. 1335–1394) ⚭ I. Alexie von Sliero (erw. 1360); ⚭ II. Antonia von Moudon (erw. 1391–1424)
  5. Johann II. (erw. 1373)

### Aus dem freiburgischen Zweig
1. Heinrich (erw. 1418–1468), Pfarrer von Kirchdorf, Chorherr und Propst des Kollegiatstifts Amsoldingen
  1. Egidius (unehelich)
2. Gillanus (erw. 1457–1472/1481), Pfarrer von Marly, vielleicht Heinrichs Bruder

## Wappen
Blasonierung: Geteilt von Silber mit einem wachsenden schwarzen Löwen, und von Rot.